# Ulysses (sonda)
La Ulysses és una sonda espacial no tripulada dissenyada per a estudiar el Sol i el seu entorn a totes les latituds. La sonda es va llançar el 6 d'octubre de 1990 amb el transbordador espacial Discovery (missió STS-41) essent una missió conjunta entre la NASA i l'ESA. La sonda estava equipada amb instruments per caracteritzar camps, partícules i pols còsmica, obtenia l'energia d'un generador termoelèctric per radioisòtops. Es va perdre la connexió el 30 de juny del 2009, més de 18 anys i mig des del llançament. Va completar gairebé 3 orbites al voltant del sol.
Tenia una òrbita heliocèntrica i el·líptica inclinada 80.2º respecte l'equador solar. El període orbital era de 6.2 anys amb un apoàpside (punt més alt de l'òrbita) de ~5.4 UA i un peiràpside (punt més baix de l'òrbita) de ~1.34 ua. El seu punt de màxima proximitat solar va ser el 12 de març del 1995.

## Equipament científic[4]
- Experiment de plasma de vent solar
- Experiment de composició iònica de vent solar
- Experiment de camps magnètics
- Experiment de gasos neutres
- Experiment d'anisotropia
- Experiment de raigs còsmics i particules solars
- Experiment d'ones ràdio i plasma
- Experiment de raigs x solars i raigs gamma còsmics.
- Experiment de pols còsmica

## Descobriments
- Detecció de diversos fenòmens d'esclat de raigs gamma
- Dades úniques sobre la interacció del camp magnètic solar i els planetes[6]
- La pols solar és més abundant del previst